# Living Greyhawk
Living Greyhawk war eine singuläre, weltweit konsistente Pen-&-Paper-Rollenspielkampagne.
Living Greyhawk (LG) wurde im Jahr 2000 als weltweite Kampagne für Rollenspieler gestartet und wird von der „Roleplaying Gamers Association“ (RPGA) betrieben. Alle Rollenspielcharaktere, die Spieler für diese Kampagne erschaffen, werden nach festgelegten, allgemeinverbindlichen Regeln erschaffen und entwickelt. Zu Beginn der Kampagne nach Dungeons & Dragons 3.0 und später nach Dungeons & Dragons 3.5 Regeln.
In Anlehnung an die Gebiete der Spielwelt Greyhawk waren deren Länder und Regionen Ländern und Regionen der realen Welt zugeordnet.
Die Welt Greyhawk wurde im Laufe der Kampagne von den Spielern und Abenteuerschreibern weitergedacht. Die Spieler und ihre Charaktere bestimmten damit das Schicksal der Fantasiewelt Greyhawk mit.
Die meisten der Abenteuer für diese weltweite Kampagne wurden von Mitgliedern der Kampagne selbst geschrieben. Dadurch war die Kampagne eine besondere Form der Fan-Fiction, basierend auf der ursprünglich von Gary Gygax erdachten Fantasywelt. 
Die Kampagne wurde von einem ehrenamtlichen Gremium – genannt „The Circle“ – geleitet. Zusätzlich wurde jede Region von einer Triade erfahrener Spieler und Spielleiter betreut.
Jeder Spielercharakter hatte als Heimat eine der vergebenen Regionen – oft die, in der der Spieler auch selber lebte. Das besondere der „Living“-Kampagne war, dass ein Charakter weltweit spielbar war. Wenn also ein Spieler aus Deutschland nach Frankreich zu einer LG-Spielrunde oder LG-Convention anreiste, konnte er seinen Charakter auch dort spielen.
Die Abenteuer für die Kampagne waren für mehrere unterschiedliche Schwierigkeitsstufen geschrieben, so dass ein Abenteuer jeweils den vorhandenen Spielercharakteren angepasst werden konnte. Dadurch konnte man immer wieder mit einem neuen Charakter in die Kampagne einsteigen – es war durchaus üblich, dass Spieler mehrere Charaktere in der Kampagne hatten. Allerdings durfte jeder Spieler ein Abenteuer nur einmal spielen. 
Zum 31. Dezember 2008 wurde Living Greyhawk eingestellt, da bereits im Juni 2008 die vierte Edition der D&D-Regeln erschienen ist, welche aufgrund der vielen Regeländerungen eine grundlegende Anpassung der Kampagnenwelt erfordert hätte. 

## Living Forgotten Realms
Die ersten Vorstellungen des Nachfolgeprojekts Living Forgotten Realms sind auf verschiedenen Conventions seit März 2008 erfolgt. Die Anzahl der Regionen von Living Greyhawk wurde weltweit drastisch reduziert. Deutschland wurde Teil der Region Northern Europe (Nordeuropa).